# Mathilda Nilsson
Emma Mathilda Nilsson, född Cederberg 13 juli 1844 i Stockholm, död där 28 juni 1923, var en svensk konstnär och spiritist.

## Biografi
Mathilda Nilsson var medlem i den första svenska spiritistiska organisationen "Spiritistiska Litteraturföreningen" från och med dess start 1877. Hon var medlem i "Klöverbladet" och en av grundarna av Edelweissförbundet i Stockholm, grundad i december 1888. Hon var en aktiv medlem i förbundet, där hon nedtecknade andemeddelanden, utförde handpåläggning och fick budskap från avlidna. Hon gick ur Edelweissförbundet 1896.
1891 blev hon ansvarig utgivare av den spiritistiska tidskriften "Efteråt?: tidskrift för spiritism och därmed beslägtade ämnen", vilken fungerade som ett samlande organ för den svenska spiritismen. Tidskriften gavs ut perioden 1891–1922 och hade sin redaktion i hemmet på Kammakargatan. År 1904 gick hon med i Teosofiska Samfundets Stockholmsloge.
Mathilda Nilsson var gift med sjökaptenen Anders Nilsson och tillsammans hade de vårdnaden om Mathilda Nilssons
brorsdotter Elisabet Cederberg. De bodde på Kammarkargatan 6, i samma hus som systern Cornelia Cederberg, och som brodern Carl Cederberg, fadern till Elisabet.

## Gruppen De Fem
Mathilda Nilsson var en av fem medlemmar av De Fem, en spiritistisk grupp grundad 1896 och upplöst 1907. Konstnärerna Hilma af Klint, Anna Cassel, Sigrid Hedman och Cornelia Cederberg var de övriga fyra medlemmarna i gruppen. De Fem mottog meddelanden genom en psykograf (ett instrument för inspelning av meddelanden från andar) eller ett transmedium. Under sina spiritistiska sammankomster kom de i kontakt med andliga ledare, som lovade att hjälpa gruppens medlemmar i sin andliga träning. Andarna som kommunicerade med de fyra kvinnorna var främst Gregor, Georg, Clemens, Ananda och Amaliel. Dylika andliga ledare är återkommande i andlig litteratur och spiritistiska rörelser från denna tid. Genom de andliga ledarna inspirerades gruppen till automatisk skrift och tecknande, en teknik som inte var ovanlig vid den tiden och som surrealisterna använde sig av tio år senare (se automatism).
I en serie skiss- och anteckningsböcker beskrivs seanserna. De innehåller religiösa scener och symboler i teckningar gjorda kollektivt av medlemmarna i gruppen. Deras teckningsteknik utvecklades till att abstrakta motiv framträdde. Gruppen De Fem upplöstes 1907. Flera av medlemmarna i gruppen övergick då till att samarbeta med Hilma af Klint och Anna Cassel, för framställandet av Målningarna till Templet.